# A kvantummechanika története

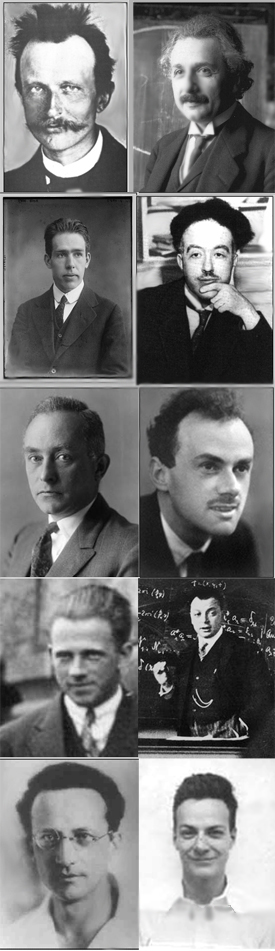
A kvantummechanika történetének 10 legmeghatározóbb alakja. Balról jobbra: Max Planck, Albert Einstein, Niels Bohr, Louis de Broglie, Max Born, Paul Dirac, Werner Heisenberg, Wolfgang Pauli, Erwin Schrödinger, Richard Feynman

A kvantummechanika története alapvető része a modern fizika történetének. Az elmélet kifejlődésének története egyes fizikai jelenségek – feketetest-sugárzás, fotoelektromos jelenség, napemissziós spektrumok – a Planck-féle kvantumhipotézisre alapuló magyarázatával kezdődött, amit régi kvantumelméletnek nevezünk. A klasszikus mechanikában kifejlesztett technológiára építve fejlesztette ki a hullámmechanikát Erwin Schrödinger, az ő és mások munkája alapján indult el a kvantummechanika modern korszaka 1925-ben. Paul Dirac relativisztikus kvantumelméleti munkája alapján dolgozták ki a sugárzás kvantumelméletét, amely a kvantum-elektrodinamikában, az első kvantumtérelméletben csúcsosodott ki. A kvantummechanika története a kvantumtérelmélet történetében folytatódik tovább. Illetve, a kvantumkémia története, a kémiai szerkezet, a reakcióképesség és a kötés elméleti alapja szorosan összefonódik a cikkben tárgyalt eseményekkel.
A "kvantummechanika" (németül Quantenmechanik) kifejezést először német fizikusok egy csoportja – köztük Max Born, Werner Heisenberg és Wolfgang Pauli – alkotta meg az 1920-as évek elején a Göttingeni Egyetemen. Először Born és Jordan 1925-ös, Zur Quantenmechanik című tanulmányukban használták.
A kvantum magyar szó a latin "quantum" szóból (jelentése: „mekkora, mennyi, mennyit, mennyire”) származik. Egy mennyiség akkor kvantált, ha csak meghatározott értékeket vehet fel, erre jó példa a Planck-féle harmonikus oszcillátor energiája. Például a legtöbb országban a pénz effektíve kvantált, és a pénz kvantuma a forgalomban lévő legalacsonyabb értékű érme. A kvantummechanika a mechanikának azon része, amely olyan objektumokkal foglalkozik, amelyekre vonatkozó meghatározott tulajdonságok kvantálnak.

## A klasszikus fizika diadalmenete és a kezdeti problémák megjelenése
A 19. század végén tett elméleti és kísérleti felfedezések jelentős eredményeket értek el a klasszikus fizika keretein belül. Azonban az 1800-as évek vége felé felmerült néhány olyan probléma, amelyek megoldása a klasszikus fizika keretein belül nem látszott megoldhatónak, ez vezetett a kvantummechanika megszületéséhez.

### A fény hullámelmélete
1670-től kezdődően, Isaac Newton csaknem három évtizeden keresztül dolgozta ki és népszerűsítette a tudományos gondolkodásban a fény korpuszkuláris elméletét (más néven a fény részecskeelmélete). Azzal érvelt, hogy a tökéletesen egyenes visszaverődési vonalak a fény részecsketermészetét mutatják, mivel akkoriban egyetlen hullámelmélet sem volt képes a lineáris terjedés megmagyarázására.:19 A fénytörést azzal magyarázta, hogy a fényrészecskék oldalirányban felgyorsulnak, amikor sűrűbb közegbe lépnek. Körülbelül ugyanebben az időben, Newton kortársai, Robert Hooke és Christiaan Huygens, majd Augustin-Jean Fresnel matematikailag finomították a hullámelméleti leírást, megmutatva, hogy ha a fény különböző sebességgel halad különböző közegekben, a fénytörés könnyen magyarázható a közegtől függő fény terjedési sebességével. Az így létrejött Huygens–Fresnel-elv rendkívül sikeres volt a fény viselkedésének reprodukálásában, és összhangban volt Thomas Young 1801-es kétrés-kísérletével és a fény hulláminterferenciájára vonatkozó felfedezésével. A hullámszemlélet természetesen nem szorította ki azonnal a részecskeszemléletet, hanem a 19. század közepén kezdte el uralni a fénnyel kapcsolatos tudományos gondolkodást, mivel olyan polarizációs jelenségeket tudott megmagyarázni, amelyekre az alternatívák nem voltak képesek.
James Clerk Maxwell felfedezte, hogy az általa korábban leírt Maxwell-egyenletek, egy kis módosítással alkalmazhatóak az oszcilláló elektromos és mágneses mezők által keltett elektromágneses hullámok terjedésének leírására. Gyorsan világossá vált, hogy a látható fény, az ultraibolya sugárzás, illetve az infravörös sugárzás valójában az elektromágneses hullámok különböző frekvenciájú megvalósulásai.:272A fény részecske- és hullámtermészete közötti vita a kvantummechanika kezdetének kritikus elemévé vált.

### Az atomelmélet térhódítása
A 19. század elején John Dalton és Amedeo Avogadro kémiai kutatásai megfelelő alapot kölcsönöztek az anyag atomelméletének, amelyet James Clerk Maxwell, Ludwig Boltzmann és mások fejlesztettek ki a gázok kinetikai elméletének megalapozására. A kinetikai elmélet sikerei tovább erősítették azt a gondolatot, hogy az anyag atomokból áll, de az elméletnek voltak hiányosságai is, amelyeket csak a kvantummechanika fejlődése oldott meg a későbbiekben. Az atomok létezése azonban nem volt általánosan elfogadott a fizikusok és a kémikusok körében, ezt jól érzékelteti, hogy például Ernst Mach megrögzött atomellenes volt.

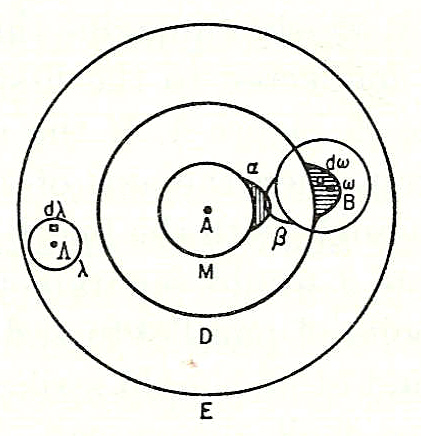
Ludwig Boltzmann 1898-ban alkotott diagramja az I_{2} molekuláról, amely az atom „érzékeny régióját” ábrázolja.

Ludwig Boltzmann 1877-ben azt javasolta, hogy egy fizikai rendszer, például egy molekula energiaszintjei lehetnek diszkrétek (és nem folytonosak). Boltzmann okfejtése – amely statisztikus termodinamikai és a statisztikus mechanikai elméleteken alapult – az volt, hogy olyan molekuláris gázokban, mint a jód, az energiaszintek diszkrétek, ezt matematikai érveléssel támasztotta alá. Az atomelmélet kapcsán egyre sokasodó problémák és kérdések szintén csak körülbelül 20 évvel később a kvantummechanika megszületésével kerültek tisztázásra.

### Elektronok
Az 1800-as évek utolsó napjaiban J. J. Thomson megállapította, hogy az elektronok töltése ellentétes előjelű, de megegyező nagyságú, mint a hidrogénioné, miközben tömegük több, mint ezerszer kisebb. A Thomson és Robert Millikan által végzett kísérletek meghatározták az elektron töltését, illetve tömegét, amely lehetővé tette az első modern atommodell megszületését. Későbbiekben Julius Plücker, Lénárd Fülöp, William Crookes, George Johnstone Stoney és Karl Ferdinand Braun által a katódsugárzás vizsgálatára irányuló kísérleti munkája jelentősen hozzájárult a kvantummechanika megalapozásához.

### Sugárzáselmélet

A hőmérséklet csökkenésével a feketetest sugárzási görbéjének csúcsa nagyobb hullámhosszok irányába tolódik el, és intenzitása is csökken. A bal oldali feketetest sugárzási görbéket (1862) szintén összehasonlítjuk a jobb oldalon látható Rayleigh és Jeans (1900) által kidolgozott, klasszikus fizikai elméleti görbével. A görbék kis hullámhosszú közelítését már 1896-ban leírta a Wien-féle eloszlási törvény.

Az 1800-as évek során számos olyan tanulmány látott napvilágot, amely a Nap, illetve egyéb izzó tárgyak által kibocsátott fény intenzitás-frekvencia spektrumát vizsgálta.:367 A Rydberg által kidolgozott formula hatékonyan összefoglalta a spektrumban látható sötét vonalakat, de nem adott fizikai modellt ezek magyarázatára. A hőmérsékleti sugárzásra alkotott klasszikus fizikai modellek (Rayleigh–Jeans-törvény, Wien-törvény) nem adtak kielégítő magyarázatot a jelenség leírására.

## Régi kvantumelmélet
A kvantummechanika fejlődése két jól elkülöníthető korszakra osztható. Az első korszak az 1900-as évek legelején kezdődött, és a tudománytörténetben úgy lett ismeretes, mint a "régi" kvantumelmélet. Ebben a korszakban az 1800-as évek klasszikus fizikája által meg nem értett fizikai jelenségeket radikálisan új megközelítésekkel magyaráztak meg sikeresen.

### Max Planck-féle kvantumhipotézis és a feketetest-sugárzás

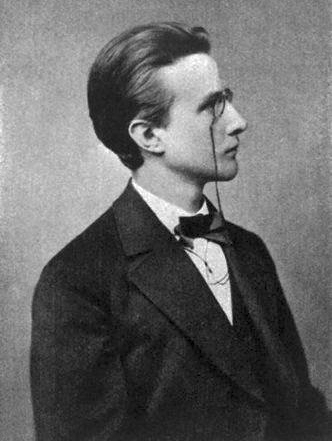
Planck fiatal felnőtt portréja, kb. 1878

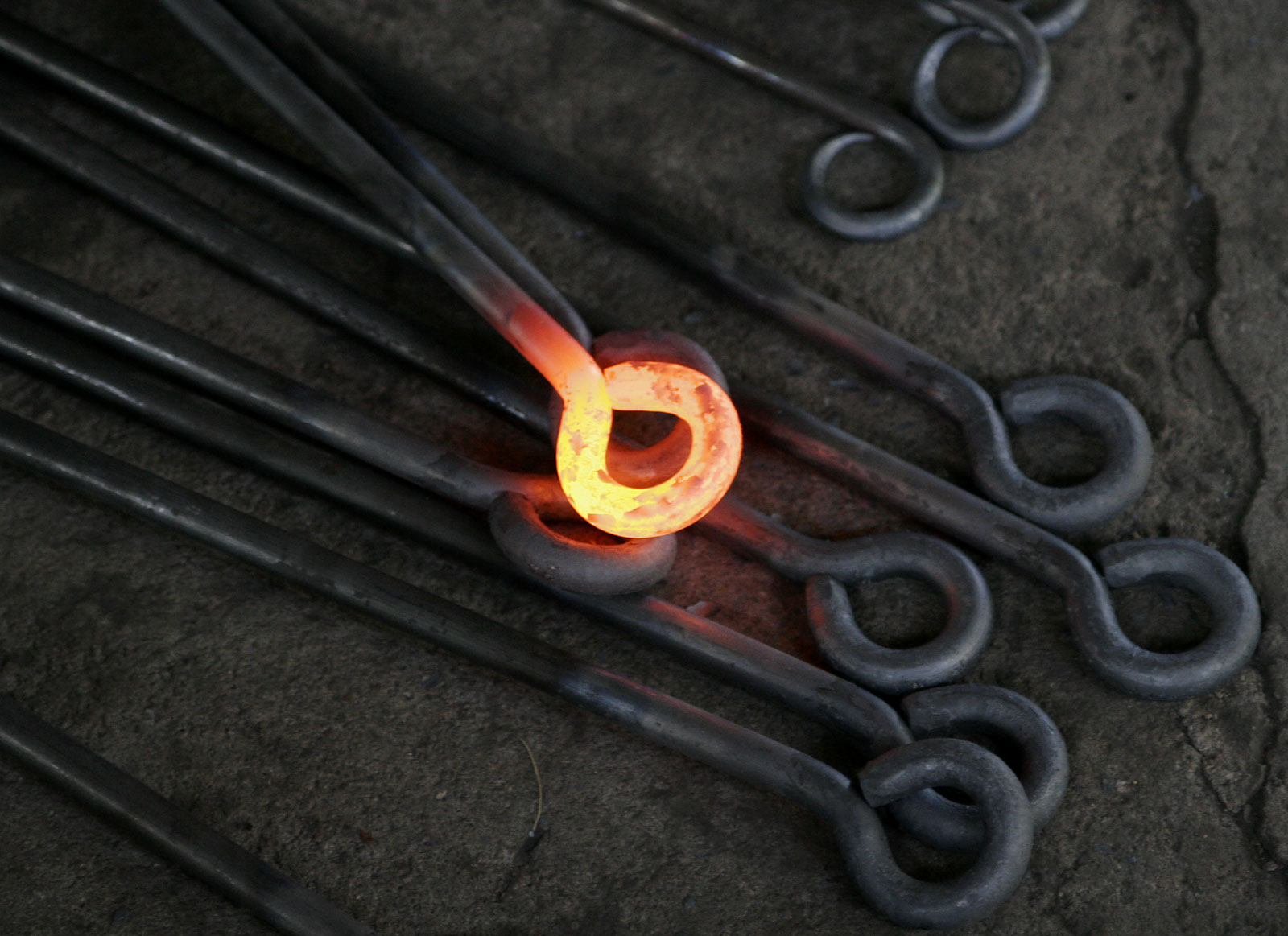
Forró fém. A sárga-narancssárga izzás a magas hőmérséklet miatt kibocsátott hőmérsékleti sugárzás szabad szemmel látható része. A képen minden más is hőmérsékleti sugárzástól izzik, de kevésbé fényesen és nagyobb hullámhosszon, mint azt az emberi szem képes érzékelni. Egy infravörös kamera segítségével viszont megfigyelhető ez is.

A hőmérsékleti sugárzás olyan elektromágneses sugárzás, amely a tárgy belső energiája következtében, az objektum felületéről bocsátódik ki. Ha egy tárgyat megfelelőképpen felmelegítenek, akkor a keletkező hőmérsékleti sugárzás intenzitásának maximuma eltolódik az infravörös tartományból a látható fény tartományába.
Tovább melegítve a színe vörösről sárgára, fehérre, majd kékre változik, mivel az intenzitás maximuma egyre kisebb hullámhosszak (ezáltal magasabb frekvenciák) felé tolódik. Fontos megjegyezni, hogy egy ideális sugárzó anyag (emitter) egyben tökéletes elnyelő (abszorber) is. Hidegben egy ilyen tárgy tökéletesen feketének tűnik, mert elnyeli az összes ráeső fényt, és nem bocsát ki semmit. Következésképpen az ideális hősugárzót fekete testnek nevezzük, az általa kibocsátott sugárzást pedig feketetest-sugárzásnak.

Egy test által kibocsátott különböző frekvenciájú hősugárzás mennyiségének előrejelzése. A Planck-törvény által megjósolt helyes értékek (zöld) szemben álltak a Rayleigh–Jeans-törvény (piros) és a Wien-közelítés (kék) klasszikus értékeivel.

A 19. század végére a feketetest-sugárzást kísérletileg részletesen megvizsgáltak. A kísérleti eredmények leírására alapján számos elméleti modell született. A sugárzás intenzitásmaximumának hullámhossz-függését adott hőmérsékleten jól megadta a Wien-féle eltolódási törvény, míg az egységnyi felületen kibocsátott összteljesítményt a Stefan–Boltzmann-törvény írta le. A kísérleti eredmények legjobb (klasszikus termodinamikán, illetve statisztikus fizikán alapuló) elméleti magyarázata a Rayleigh–Jeans-törvény volt, amely nagy hullámhosszon (illetve alacsony frekvencián) jól egyezik a kísérleti eredményekkel, azonban kis hullámhosszakon (vagy nagy frekvenciákon) nagy eltérést mutatott. Kis hullámhosszokon a klasszikus fizika azt jósolta, hogy egy forró test végtelen mennyiségben bocsát ki energiát, amely nem lehet fizikai. Ezt a téves eredményt ultraibolya katasztrófának nevezik. Ezt követően a cél az lett, hogy kidolgozzanak egy egységes elméletet, amely megmagyarázza az összes kísérleti eredményt.

A fekete test sugárzási intenzitása a szín és a hőmérséklet függvényében. A szivárványsáv a látható fényt jelenti. Az 5000 K objektumok által kibocsájtott látható fény fehér, mivel keveredik benne az összes szín. Az 5000 K görbéhez tartozó Rayleigh–Jeans-görbe jól láthatóan nem írja le a kísérletileg mért görbét

Az első modellt, amely képes volt megmagyarázni a hőmérsékleti sugárzás teljes spektrumát, Max Planck német fizikus terjesztette elő 1900-ban. Olyan matematikai modellt javasolt, amelyben a hőmérsékleti sugárzás egyensúlyban van egy sor harmonikus oszcillátorral. A kísérleti eredmények reprodukálásához azt feltételezte, hogy minden oszcillátor egész számú egységnyi energiát tud kibocsájtani egy adott jellemző frekvenciáján, nem pedig a klasszikus fizikában feltételezett tetszőleges mennyiségű energiát. Más szóval azt mondjuk, hogy a harmonikus oszcillátor által kibocsátott energia kvantált. Planck továbbá feltette, hogy a harmonikus oszcillátorokhoz tartozó energiakvantum arányos az oszcillátor frekvenciájával, az arányossági állandót ma Planck-állandónak nevezik. Ezt nevezzük a Planck-féle kvantumhipotézisnek.
Planck törvénye volt az első kvantumelmélet, amelyért később Planck 1918-ban Nobel-díjat kapott, amelynek indoklásában a következő állt: „szolgálatának elismeréseként a hatás miatt, amit kvantumelméletével a fizika fejlődésére gyakorolt”. Abban az időben azonban Planck véleménye az volt, hogy a kvantálás pusztán heurisztikus matematikai konstrukció volt, nem pedig (ahogyan most hiszik) alapvető változás a világról alkotott felfogásunkban.

### Albert Einstein alkalmazza a kvantumhipotézist a fotoeffektus magyarázatára

Balról fény világít a felületre. Ha elég nagy a fényfrekvenciája, azaz ha elegendő energiát ad át, akkor ennek hatására negatív töltésű elektronok lökődnek ki a fémből.

1887-ben Heinrich Hertz megfigyelte, hogy amikor megfelelő frekvenciájú fény ér egy fémfelületet, a felület katódsugarakat bocsát ki.:I:362 Tíz évvel később J. J. Thomson kimutatta, hogy a megfigyelt katódsugarak valójában "korposzkulákból" állnak, amelyeket később elektronnak neveztek el. 1902-ben Lénárd Fülöp felfedezte, hogy a kilökött elektron maximális lehetséges energiája nem függ az intenzitásától. Ez a megfigyelés ellentétben áll a klasszikus elektrodinamikával amely azt jósolja, hogy az elektron energiájának arányosnak kell lennie a beeső sugárzás intenzitásával. :24

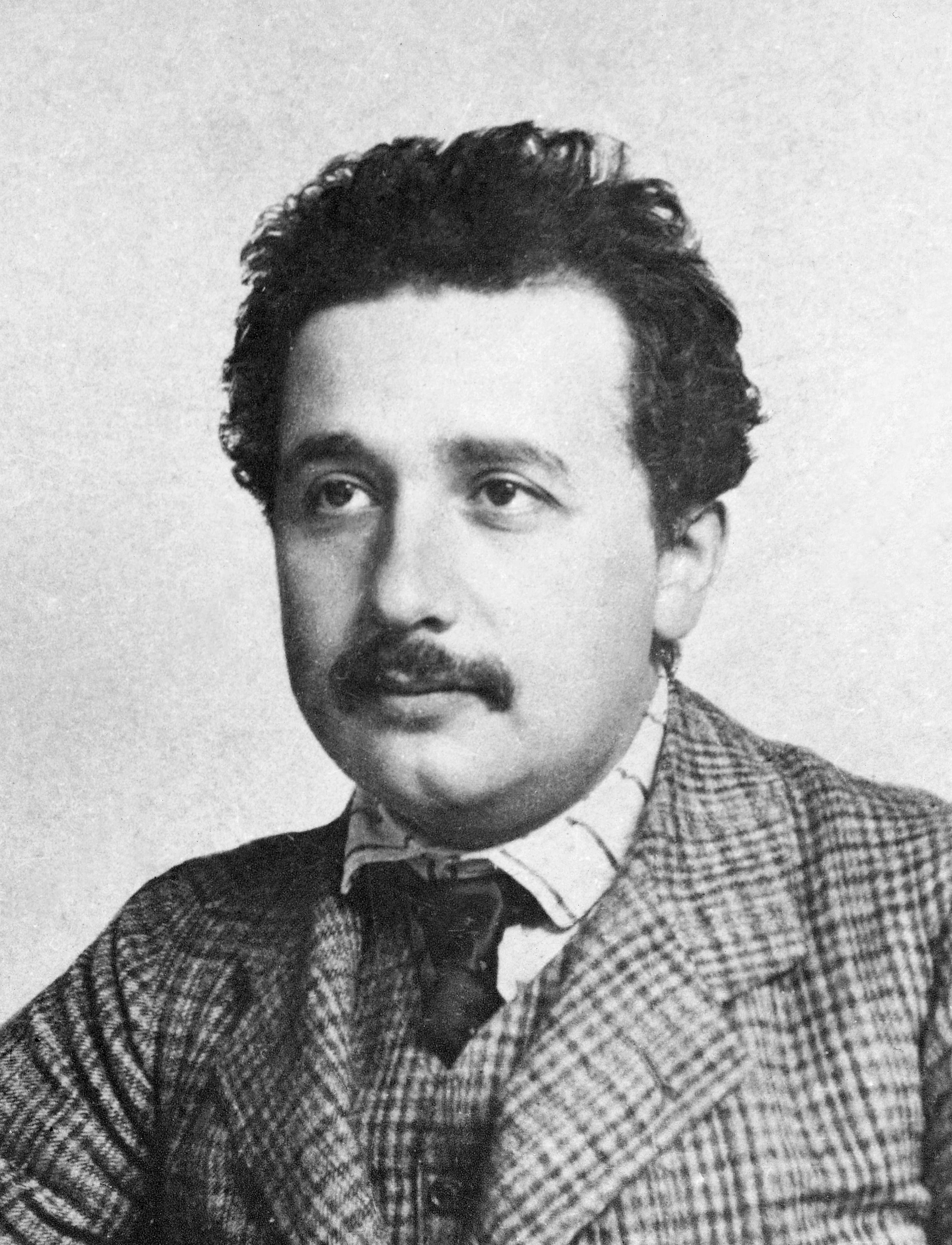
Albert Einstein, 1905 körül

1905-ben Albert Einstein azt javasolta, hogy a fény folytonos modelljei (klasszikus elektrodinamika) kiválóan működtek olyan optikai jelenségek esetén, amelyek időben kiátlagolhatók, viszont a pillanatnyi átmenetek esetén a fényben lévő energia nem vehet fel tetszőleges értéket, hanem kizárólag diszkrét energiacsomagokban (kvantumokban) képes átadni az energiát az elektronnak. Einstein 1905 márciusában írta meg a fényelektromos jelenségről szóló híres cikkét „Egy, a fény keletkezésével és átalakulásával kapcsolatos heurisztikus nézőpontról” címmel. A cikk bevezető részében kijelenti:

„Az itt szemlélendő feltevés szerint, amikor egy fénysugár egy pontból terjed, az energia nem oszlik el folyamatosan az egyre növekvő térben, hanem véges számú "energiakvantumból" áll, amelyek a tér pontjaiban lokalizálódnak, és osztódás nélkül mozognak, és csak egészként lehet elnyelni vagy létrehozni.”

Ezt a kijelentést a 20. század fizikájának egyik legforradalmibb mondatának nevezték. Egy adott színű fénykvantum (foton) energiáját a fény frekvenciája ({\displaystyle f}) és a Planck-állandó ({\displaystyle h}) szorzata adja meg:
{\displaystyle E=hf}
Einstein feltételezte, hogy a fénykvantum az összes energiáját, amelynek értéke legfeljebb hf lehet, egyetlen elektronnak adja át. Ezért csak a fény frekvenciája határozza meg az elektronnak átadható maximális energiát; illetve ebből következik, hogy a fénykibocsájtás (fotoemisszió) intenzitása arányos a fény intenzitásával.
Einstein azzal érvelt, hogy egy elektron a fémből való eltávolításához bizonyos mennyiségű energiára van szükség, amelyet munkafüggvénynek, vagy kilépési munkának nevezzük, és φ-vel jelöljük. Ez az energia különböző fémek esetén eltérő lehet. Ha a fénykvantum energiája kisebb, mint a munkafüggvény, akkor nem hordoz elegendő energiát ahhoz, hogy az elektron ki tudjon lépni a fémből. Küszöbfrekvenciának (f0) annak a fénykvantumnak a frekvenciát nevezzük, amelynek az energiája megegyezik a munkafüggvénnyel:
{\displaystyle \varphi =hf_{0}.}
Ha viszont az f frekvencia nagyobb, mint az f0 küszöbfrekvencia, akkor a fénykvantum energiája elegendő egy elektron eltávolításához. A kilökött elektron mozgási energiája Emozg, amely egyenlő a fénykvantum energiájának és a kilépési munka különbségével.
{\displaystyle E_{mozg}=hf-\varphi =h(f-f_{0}).}
Einstein fényelektromos jelenségről szóló cikkének a jelentőségét az adta, hogy egy a hőmérsékleti-sugárzástól független jelenségre is sikeresen alkalmazta a Planck-féle kvantumhipotézist, amely nagyban hozzájárult a kvantummechanika tudományos elfogadásához. A fotoeffektussal kapcsolatos kutatásáért 1923-ban megkapta a fizikai Nobel-díjat, amelynek az indoklásában a következő szerepelt: „az elméleti fizika területén szerzett érdemeiért, különös tekintettel a fényelektromos jelenség törvényszerűségeinek felismerésére”.

### Az anyag kvantálása: az atom Bohr-modellje
A 20. század hajnalára a kísérleti eredmények szükségessé tették egy olyan atommodell létrejöttét, amely szerkezetileg egy nagyon sűrű, nagyon kis területre lokalizált és pozitív töltésű atommagból és az azt körülvevő negatív töltésű elektronokból álló diffúz felhőből áll. Ezek a tulajdonságok egy olyan modellt sugalltak, amelyben az elektronok úgy keringenek a mag körül, mint a bolygók a Nap körül. Az atom ezen klasszikus modelljét bolygómodellnek, vagy más néven Rutherford-modellnek nevezzük – Ernest Rutherford nyomán, aki 1911-ben javasolta a Geiger–Marsden aranyfólia-kísérlet alapján, amely először mutatta ki az atommag létezését. Ugyanakkor ismert volt a modell azon hibája, hogy az így alkotott atom instabil, mivel a klasszikus elektrodinamika szabályai szerint a keringő elektronok gyorsulnak a körmozgás következtében, ezért elektromágneses sugárzást kellene kibocsátaniuk. Az így keletkező energiaveszteség hatására bespiráloznának az elektronok az atommagba másodpercek töredéke alatt.

A másik megoldandó rejtély az atomok emissziós spektruma volt. Ha egy gázt felmelegítenek, az csak diszkrét frekvenciákon bocsát ki fényt. Például a hidrogén által kibocsátott látható fény négy különböző színből áll, amint az az alábbi képen látható. Illetve a különböző frekvenciákon kibocsájtott fény intenzitása is eltérő. Ezzel szemben a fehér fény emissziós képe folytonos spektrumot mutat a látható frekvenciák teljes tartományában. A 19. század végére egy egyszerű, Balmer-formulaként ismert fenomenologikus szabály megmutatta, hogy a különböző vonalak frekvenciái mértani sort alkotnak, de anélkül, hogy megmagyarázta volna ennek fizikai okát, illetve bármilyen előrejelzést adott volna az intenzitási viszonyokról. A formula néhány további spektrumvonalat is megjósolt az ultraibolya és infravörös fényben, amelyeket akkor még nem figyeltek meg. Ezeket a vonalakat később kísérletileg megfigyelték, növelve a bizalmat a formulában.
1885-ben Johann Balmer svájci matematikus felfedezte, hogy minden hullámhossz λ (lambda) a hidrogén látható spektrumában valamilyen egész számtól függ n amely teljesíti a következő egyenletet
{\displaystyle \lambda =B\left({\frac {n^{2}}{n^{2}-4}}\right)\qquad \qquad n=3,4,5,6,}
ahol B egy konstans, amelyet Balmer meghatározott, és értéke 364.56 nm.
1888-ban Johannes Rydberg általánosította és nagymértékben növelte a Balmer-képlet használhatóságát. Azt jósolta, hogy λ két egész számtól függ: n-től és m-től, amiből adódik az úgynevezett Rydberg-formula:
{\displaystyle {\frac {1}{\lambda }}=R\left({\frac {1}{m^{2}}}-{\frac {1}{n^{2}}}\right),}
ahol R az úgynevezett Rydberg konstans, amelynek az értéke 0.0110 nm−1, és n nagyobb, mint m.
A Rydberg-formula a hidrogén négy látható hullámhosszát, a következő értékek esetén adja meg
m = 2 és n = 3, 4, 5, 6. További hullámhosszakat is jósol az emissziós spektrumban az m = 1 és az n > 1 értékekre. Az emissziós spektrumnak tartalmaznia kell bizonyos ultraibolya hullámhosszakat, az m = 3 és az n > 3 értékekre is tartalmaznia kell bizonyos infravörös hullámhosszakat. Ezeknek a hullámhosszoknak a kísérleti megfigyelése két évtizeddel később történt meg: 1908-ban Louis Paschen talált néhányat az előre jelzett infravörös hullámhosszak közül, 1914-ben pedig Theodore Lyman talált néhányat az előre jelzett ultraibolya hullámhosszak közül.
Mind a Balmer-formula, mind Rydberg-képlet egész számokat tartalmaz: modern szóhasználattal azt sugallják, hogy az atom valamely tulajdonsága kvantált. A kvantummechanika fejlődésének fő része volt, hogy pontosan megértsük, mi ez a tulajdonság, és miért kvantálták, amint azt a cikk további része is mutatja.
1905-ben Albert Einstein egy másik híres cikkében elméleti magyarázatot adott a Brown-mozgásra. Jean Baptiste Perrin francia fizikus Einstein eredményeit felhasználva feltalált egy kísérleti módszert az atomok tömegének és méreteinek meghatározására, ezáltal közvetlen empirikus igazolást adva az atomelméletről.

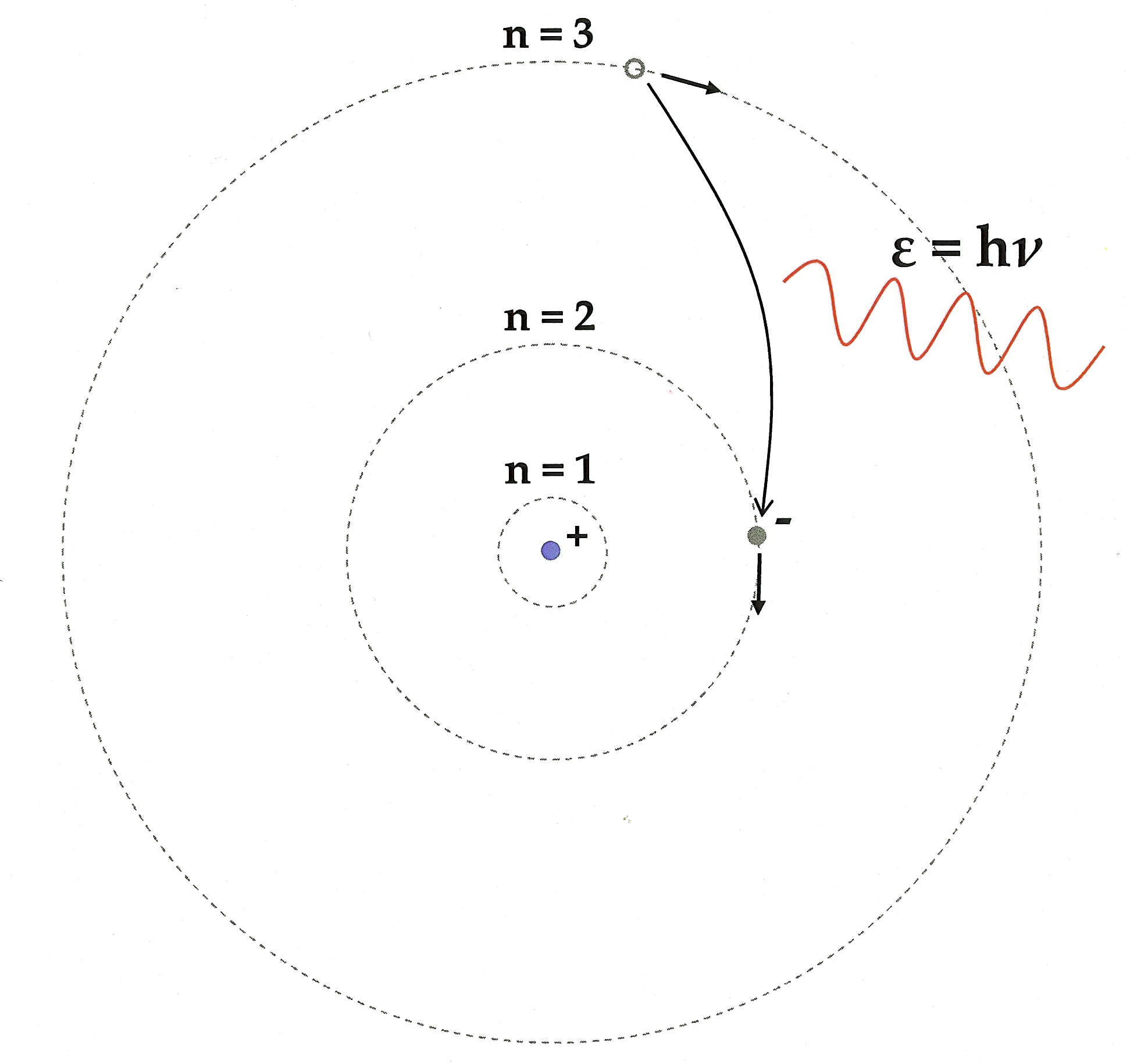
Niels Bohr 1913-as kvantummodellje a hidrogénatomról.

Az 1911-ben megrendezésre került első Solvay-konferencia jelentős mértékben járult hozzá a kvantumelmélet fejlődéséhez. A konferencia kiváló lehetőséget teremtett arra, hogy a tudományos közösség legkiválóbb fizikusai megvitassák a „Sugárzás és a kvantum” problémáját. Ekkorra már ismert volt az Ernest Rutherford-féle atommodell, de az atomszerkezettel kapcsolatos viták kereszttüzében az Arthur Haas által 1910-ben javasolt kvantummodell körül forgott. A konferencián Hendrik Lorentz Einstein kvantumszerkezetről szóló előadása után azt javasolta, hogy a forgó energiáját állítsák egyenlőnek nhf-fel. :244 Ezt más, ma már szakmai körökben is kevéssé ismert modellek is követték, mint például az 1912-es John William Nicholson-modell. Nicholson úgy vezette be a spektrumokat atomi modelljébe, hogy a pályasíkra merőleges atomban lévő elektronok rezgéseit használta fel, és ezzel megőrizte a stabilitást. :278
1913-ban Niels Bohr egy új atommodellt javasolt az atomok és molekulák felépítéséről szóló cikkében, amelyben elektronpályák kvantáltak. Ebben a munkájában támaszkodott Nicholson modelljére. A modellben az elektronok továbbra is körpályán keringenek a Rutherford-modellhez hasonlóan, de csak bizonyos pályákon tartózkodhatnak, nem keringhetnek tetszőleges távolságban. Feltételezte, hogy amikor az atom energiát bocsájt ki (vagy nyel el), akkor az elektron nem folytonosan mozog egyik stabil pályáról a másikra – ahogy azt klasszikusan várnánk –, hanem a lehetséges diszkrét pályák között ugrik, és a fényt foton (energiakvantum) formájában bocsájtja ki. A kibocsátott fotonok lehetséges energiáit a pályák közötti energiakülönbségek határozták meg, így az egyes elemek emissziós spektruma több vonalat tartalmaz.

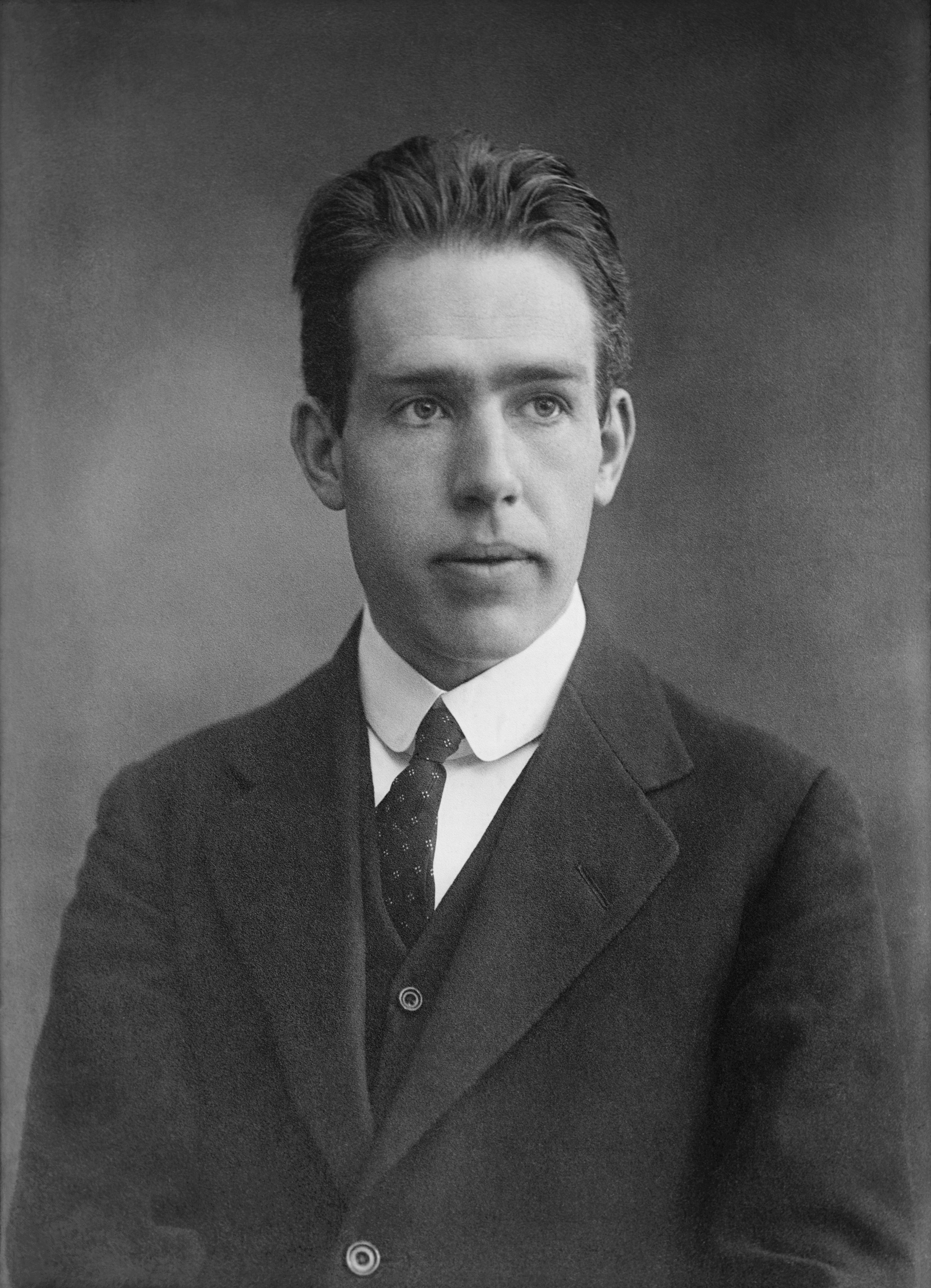
Niels Bohr fiatal férfiként

Az elektronpályákra vonatkozó ezen egyszerű hipotézisen alapuló Bohr-modell képes volt a hidrogén emissziós spektrumában megfigyelt spektrumvonalakat leíró korábban ismert fenomenologikus szabályokban (Rydberg-formula) szereplő állandókhoz kapcsolódni. A Bohr-modellben a diszkrét energiapályán keringő elektron nem bocsájt ki folyamatosan energiát, ezáltal kiküszöbölte a Rutherford-modellben fellépő instabilitást. Viszont a Bohr-modell nem adott fizikai magyarázatot arra, hogy miért kell így kvantálni a pályákat, és nem volt képes pontos előrejelzéseket adni az egynél több elektront tartalmazó atomokra, vagy megmagyarázni, miért fényesebbek egyes spektrumvonalak, mint mások.
A Bohr-modell néhány alapvető feltevéséről hamarosan bebizonyosodott, hogy tévesek, de kulcsfontosságú eredménynek bizonyult azon helyes feltételezése, hogy a hidrogén atom diszkrét emissziós vonalai az atomokban lévő elektronok valamilyen tulajdonságának kvantáltságára utalnak. A Bohr-féle atommodell tovább erősítette a kvantumhipotézist, de rámutatott arra, hogy hiányzik a mögöttes kvantummechanikai kép. Ez vezetett később a modern kvantummechanika megszületéséhez. "Az atom szerkezetének, és a belőle kijövő sugárzás kutatásában szerzett érdemeiért” 1923-ban megkapta a fizikai Nobel-díjat.
Továbbá, Planck kvantumelméletének alkalmazása az elektronra lehetővé tette Ștefan Procopiu számára 1911–1913-ban, majd Niels Bohr számára 1913-ban, hogy kiszámítsa az elektron mágneses momentumát, amelyet ma Bohr-magnetonnak nevezünk. Hasonló számítások tették lehetővé - de numerikusan meglehetősen eltérő értékekkel - a proton és a neutron mágneses momentumainak meghatározását is, amelyek három nagyságrenddel kisebbek, mint az elektroné.
Ezek az elméletek, bár sikeresek voltak, szigorúan fenomenologikusak voltak: ezalatt az idő alatt nem volt szigorú fizikai indoklás a kvantálási feltételre, eltekintve talán attól, hogy Henri Poincaré 1912-ben "Sur la théorie des quanta" című tanulmányában tárgyalta Planck kvantumelméletét.

### Arnold Sommerfeld és a hatáskvantálás

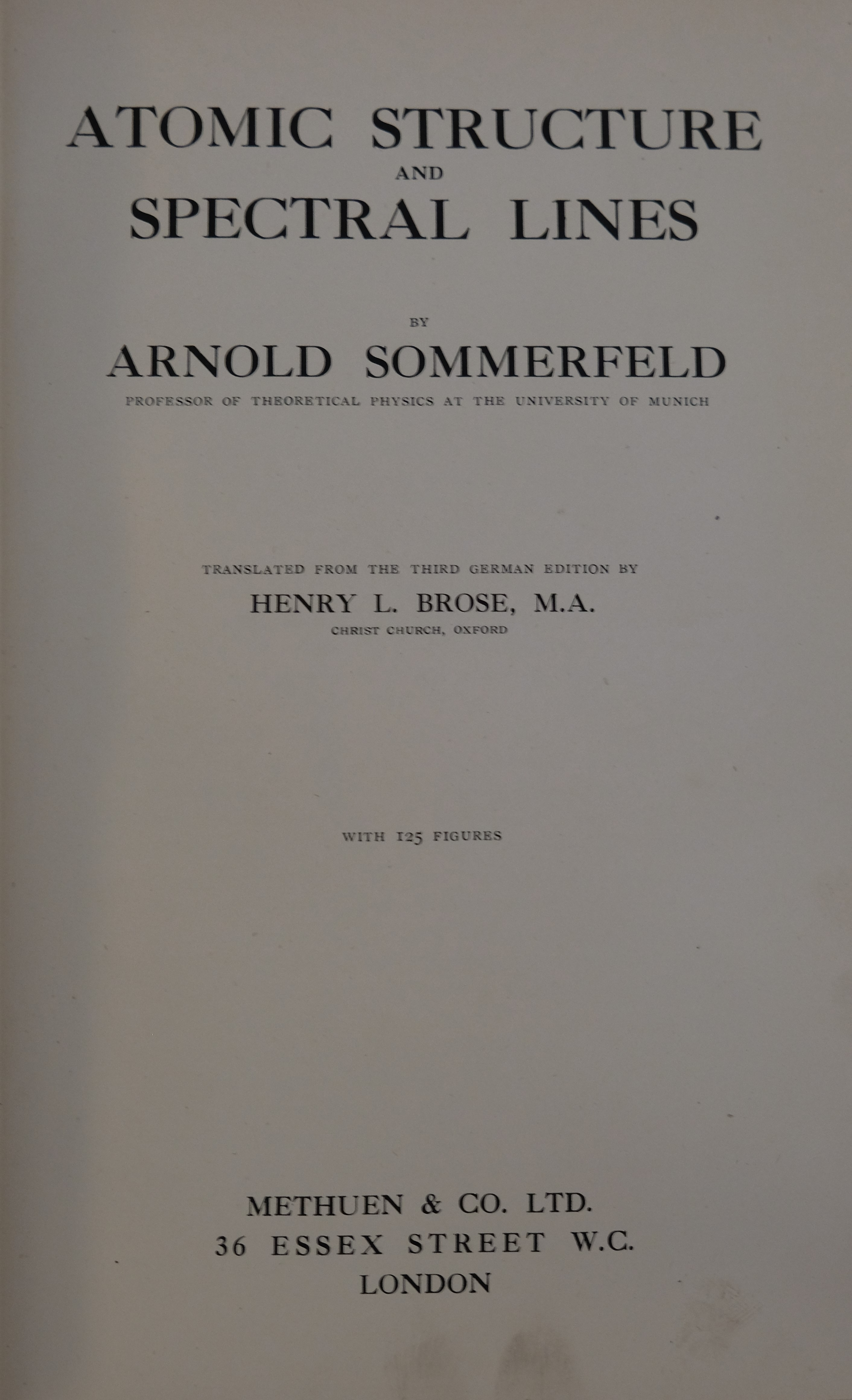
Sommerfeld publikációja, amelyben részletesen összefoglalta a Sommerfeld–Wilson–Ishiwara kvantálás módszerét, és a Bohr–Sommerfeld-féle atommodellel kapcsolatos kutatásait

A Bohr-féle atommodell egyik kérdése, hogy hogyan lehet általánosítani több szabadsági fokú rendszerekre. Erre a kérdésre adott választ Arnold Sommerfeld, aki kiterjesztette a kvantumszabályt tetszőleges integrálható rendszerekre, felhasználva a Lorentz és Einstein által bevezetett kvantumszámok adiabatikus invarianciájának elvét. Sommerfeld döntő mértékben hozzájárult az impulzusmomentum z-komponensének kvantálásához, amelyet a kvantummechanika első szakaszában „térkvantálásnak” (németül: Richtungsquantelung) neveztek. Ez modell Bohr–Sommerfeld-atommodellként vált ismertté. A modell megengedte az elektronok pályáinak, hogy elliptikusak legyenek, továbbá bevezette a kvantumdegeneráció (vagy kvantumelfajulás) fogalmát. Az elmélet helyesen magyarázta meg a Zeeman-hatást, kivéve az elektronspin kérdését. Sommerfeld modellje jelentősen hozzájárult a modern kvantummechanika fogalmi rendszerének megszületéséhez.
A javasolt kvantálási feltétel alapgondolata az volt, hogy egy atomi rendszerben a mozgás kvantált vagy diszkrét. A rendszer engedelmeskedik a klasszikus mechanikának, de nem minden mozgás megengedett, csak azok a mozgások, amelyek megfelelnek a következő kvantálási feltételnek
{\displaystyle \oint _{H(p,q)=E}p_{i}\,dq_{i}=n_{i}h,}
ahol {\displaystyle p_{i}} a rendszer általános impulzusai, {\displaystyle q_{i}} pedig a rendszer általános koordinátái. Az {\displaystyle n_{i}} egész számok a rendszer különböző szabadsági fokaihoz tartozó kvantumszámok, az integrál a mozgás egy periódusára vonatkozik, ahol az energia állandó. A fentebb megadott integrál a fázistérben kijelöl egy területet, amit hatásnak nevezünk, és a képletben látható Planck-állandó egységeiben van kvantálva. Emiatt a Planck-állandót gyakran hatáskvantumnak is nevezzük. Ezt a módszert egymástól függetlenül fejlesztette ki – a korrespondenciaelvre alapozva –  Jun Ishiwara (japán), Arnold Sommerfeld (német), és William Wilson (brit) fizikus. A hazai és nemzetközi irodalomban Sommerfeld–Wilson-kvantálásként lett ismert. Az 1950-es években Joseph Keller továbbfejlesztette a Bohr–Sommerfeld-kvantálást, felhasználva Einstein 1917-ben publikált értelmezését, ez az eljárás ma Einstein–Brillouin–Keller módszerként lett ismert. Ezeket a módszereket összesítve szemiklasszikus-modelleknek nevezzük, és noha ezen a magyarázatok ma már meghaladottnak számítanak a hullámmechanika megszületésével, bizonyos problémák esetén ma is hasznos eszköznek bizonyulnak.

### Spinkvantálás
Einstein 1914-ben a Birodalmi Fizikai és Technikai Intézetben kezdett dolgozni, ahol kihasználta az itt fellelhető jelentős kísérleti infrastruktúrát, és kollégájával, a holland Wander Johannes de Haasszal kidolgozta a következő kísérletet: feltette, hogy a ferromágneses anyag mágnesességét az atomok mágneses momentuma okozza, amelyet viszont a perdületük, és így, ha átfordítjuk egy elektromágnes polarizációját, akkor a perdület is megváltozik, amit viszont megfigyelhetünk. Ezt a kísérletet nevezzük Einstein–de-Haas kísérletnek, amelynek segítségével igazolták a mágnesesség és a perdület közötti kapcsolatot.
Az impulzusmomentumhoz klasszikusan mágneses momentum tartozik, ez viszont a perdületnél könnyebben mérhető. Ebből adódik tehát, hogyha a perdület nagysága vagy iránya kvantált, akkor egy mágneses nyomatékkal rendelkező atomnyaláb egyes atomjaira diszkrét, különböző mértékű erő hat, így a nyaláb diszkrét komponensekre eshet szét mágneses térben. 1922-ben Otto Stern és Walther Gerlach kísérletileg vizsgálta ezt az elméletet. A kérdés az volt, hogy az adott mágneses momentummal (µ) rendelkező ezüst atomnyaláb felhasad-e különböző, diszkrét (µ) értékű nyalábokra, vagy a ±µ között folytonos értéket vesz fel. A kísérletben ezüstöt hevítették egy vákuumcsőben, amely egy sor keskeny, egymáshoz igazított réssel volt ellátva, így egy ezüstatomokból álló sugár jött létre. Ezt a sugarat átlőtték egy inhomogén mágneses mezőn, amelyet aztán felfogtak egy ernyőn. Azt tapasztalták, hogy az ezüstatomok folyamatos mintázata helyett két különálló folt jelent meg. Ezáltal belátták, hogy az atom mágneses momentuma bizonyíthatóan kvantált, kérdés, hogy ez a perdületből következik-e.
A Stern-Gerlach kísérlet eredményei kiemelt jelentőséget képviseltek, különösen azért, mert számos vezető tudós, köztük Einstein és Paul Ehrenfest azzal érveltek, hogy a kísérlet körülményei között az ezüstatomoknak véletlenszerű orientációval kell rendelkezniük, és ezért a kvantáltság nem lett volna megfigyelhető. Ennek feloldásához szükség volt még a spin fogalmának bevezetéséhez.
1925-ben Ralph Kronig azt javasolta, hogy az elektronok úgy viselkedjenek, mintha forognának ("spin") a saját tengelyük körül. :56 A spin egy apró mágneses momentumot generálna, amely megosztaná a spektrumvonalakért felelős energiaszinteket, összhangban a meglévő mérésekkel. Két elektron ugyanazon a pályán külön kvantumállapotot foglalna el, ha ellentétes irányba "forogna", így eleget tesz a Pauli-féle kizárási elvnek. Sajnos az elméletnek két jelentős hibája volt: a Kronig által kiszámított értékek eltértek egy kétszeres faktorral. Kronig vezető kollégái elkedvetlenítették munkáját, és soha nem tették közzé.
Tíz hónappal később George Uhlenbeck és Samuel Goudsmit holland fizikusok a Leideni Egyetemen publikálták az elektron elméletét. A modell, akárcsak Kronigé, alapvetően klasszikus volt, de kvantum-előrejelzést eredményezett.

### De Broglie anyaghullám-hipotézise

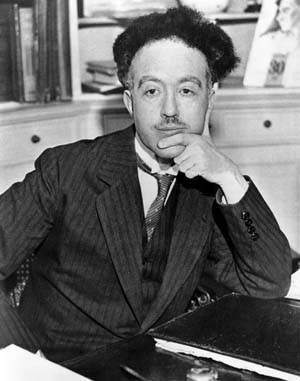
Louis de Broglie 1929-ben. De Broglie elnyerte a fizikai Nobel-díjat 1924-es doktori disszertációjában megfogalmazott előrejelzéséért, amely szerint az anyag képes hullámként viselkedni

1924-ben Louis de Broglie a doktori disszertációjában megfogalmazta áttörést jelentő hipotézisét, miszerint az anyag hullámtulajdonságokkal rendelkezhet. Einstein azon javaslataira épített, miszerint a fényelektromos-jelenség diszkrét energiaátadással írható le, és hogy a nyugalmi tömeg egyenértékű az energiával.
{\displaystyle E=m_{0}c^{2}}.
Ezért de Broglie azt javasolta, hogy a mozgásban lévő anyagnak egy adott hullámhosszal rendelkező hulláma van, tehát {\displaystyle \lambda =h/p} ahol {\displaystyle p} az anyag lendülete.
De Broglie kiterjesztette az atom Bohr-modelljét azzal, hogy megmutatta, hogy egy atommag körül keringő elektron hullámszerű tulajdonságokkal rendelkezik. Pontosabban, az elektron csak olyan helyzetekben figyelhető meg, ahol az elektron állóhullámot alkot az atommag körül. De Broglie feltette, hogy kizárólag azok a megengedett elektronpályák, amelyeknél a pálya kerülete a hullámhossz egész számú többszöröse. Az elektron de Broglie hullámhossza tehát meghatározza, hogy csak az atommagtól bizonyos távolságra lévő Bohr-pályák lehetségesek. Viszont ebből következik az, hogy atommagtól egy bizonyos értéknél kisebb távolságban lehetetlen lenne pályát állítani. Az atommagtól való lehetséges legkisebb távolságot Bohr-sugárnak nevezzük. De Broglie a Bohr-atommodellt magyarázó elmélete végül sikertelen volt, de hipotézise kiindulópontként szolgált a Schrödinger-féle hullámegyenlethez.
A hullámként viselkedő anyagot kísérletileg először elektronoknál mutatták ki. Azt tapasztalták, hogy egy elektronsugár diffrakciót mutathat, akárcsak a fénysugár vagy a vízhullám. Három évvel azután, hogy de Broglie közzétette forradalmi hipotézisét, két különböző csoport elektrondiffrakciót mutatott ki. Az Aberdeeni Egyetemen George Paget Thomson és Alexander Reid elektronsugarat engedtek át vékony celluloid filmen, majd később fémlemezeken, és megfigyelték a korábban megjósolt interferenciamintákat. (Alexander Reid, aki Thomson végzős diákja volt, elvégezte az első kísérleteket, de hamarosan meghalt egy motorbalesetben, és ritkán emlegetik.) A Bell Labs-ben Clinton Joseph Davisson és Lester Halbert Germer egy nikkelből visszavert elektronsugarat vizsgált a kísérletükben, megfigyelve a kristályból visszatérő hullámmodellek által előre jelzett, jól meghatározott nyalábokat.:II:218 De Broglie hipotéziséért 1929-ben fizikai Nobel-díjat kapott; Thomson és Davisson 1937-ben megosztott fizikai Nobel-díjat kapott kísérleti munkájukért.
De Broglie megközelítésére építve a modern kvantummechanika 1925-ben született meg, amikor a német fizikusok egy csoportja, Werner Heisenberg, Max Born és Pascual Jordan kifejlesztették a mátrixmechanikát, Erwin Schrödinger osztrák fizikus pedig egyenletével megalapozta a hullámmechanika elméletét. A Schrödinger-egyenlet de Broglie elméletének általánosításának tekinthető. Schrödinger ezt követően kimutatta, hogy a mátrixmechanikai, illetve a hullámmechanikai megközelítés egyenértékű. A kvantummechanika első alkalmazása a fizikai rendszerekben a hidrogénspektrum algebrai meghatározása volt Wolfgang Pauli által és a kétatomos molekulák kezelése Lucy Mensing által.

## A modern kvantummechanika fejlődése
A kvantummechanika első korszakának végét de Broglie az anyaghullámokról szóló hipotézisének publikálása váltotta ki,:268 amely a Schrödinger-féle hullámmechanika kialakulásához vezetett. Az hidrogén spektrumának pontos előrejelzése biztosította az új kvantumelmélet széles körű elfogadását. :275

### Mátrixmechanika

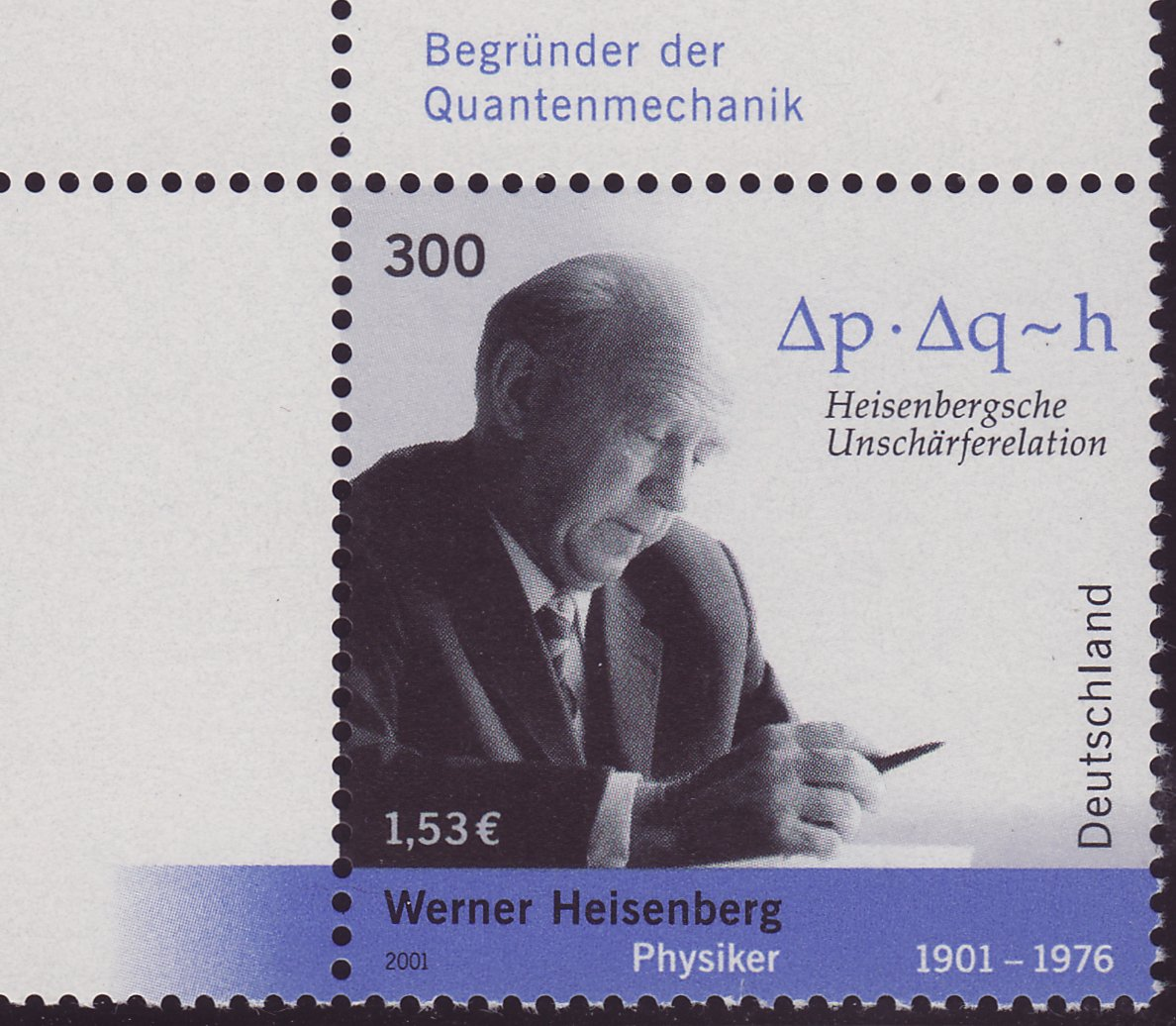
A Heisenberg-féle határozatlansági reláció egy német bélyegen

1925-ben Werner Heisenberg megpróbálta megoldani a Bohr-modell megválaszolatlanul hagyott problémáját, hogy megmagyarázza a hidrogénemissziós spektrum különböző vonalainak intenzitását. Egy sor matematikai analógián keresztül megalkotta a kvantummechanikai analógiát az intenzitások klasszikus kiszámításához. Nem sokkal később Heisenberg kollégája, Max Born rájött, hogy Heisenberg módszere a különböző energiaszintek közötti átmenetek valószínűségének kiszámítására a legjobban mátrixok segítségével fejezhető ki.
Ugyanakkor, Heisenberg 1927-ben megfogalmazta a bizonytalansági elv egy korai változatát, ahol egy olyan gondolatkísérletet elemzett, amelyben egy elektron helyzetét és impulzusát próbálják egyszerre megmérni. Heisenberg azonban nem adott pontos matematikai definíciókat arra vonatkozóan, hogy mit jelent ezekben a mérésekben a „bizonytalanság”, ezt a lépést nem sokkal később Earle Hesse Kennard, Wolfgang Pauli és Hermann Weyl tette meg.

### Hullámmechanika

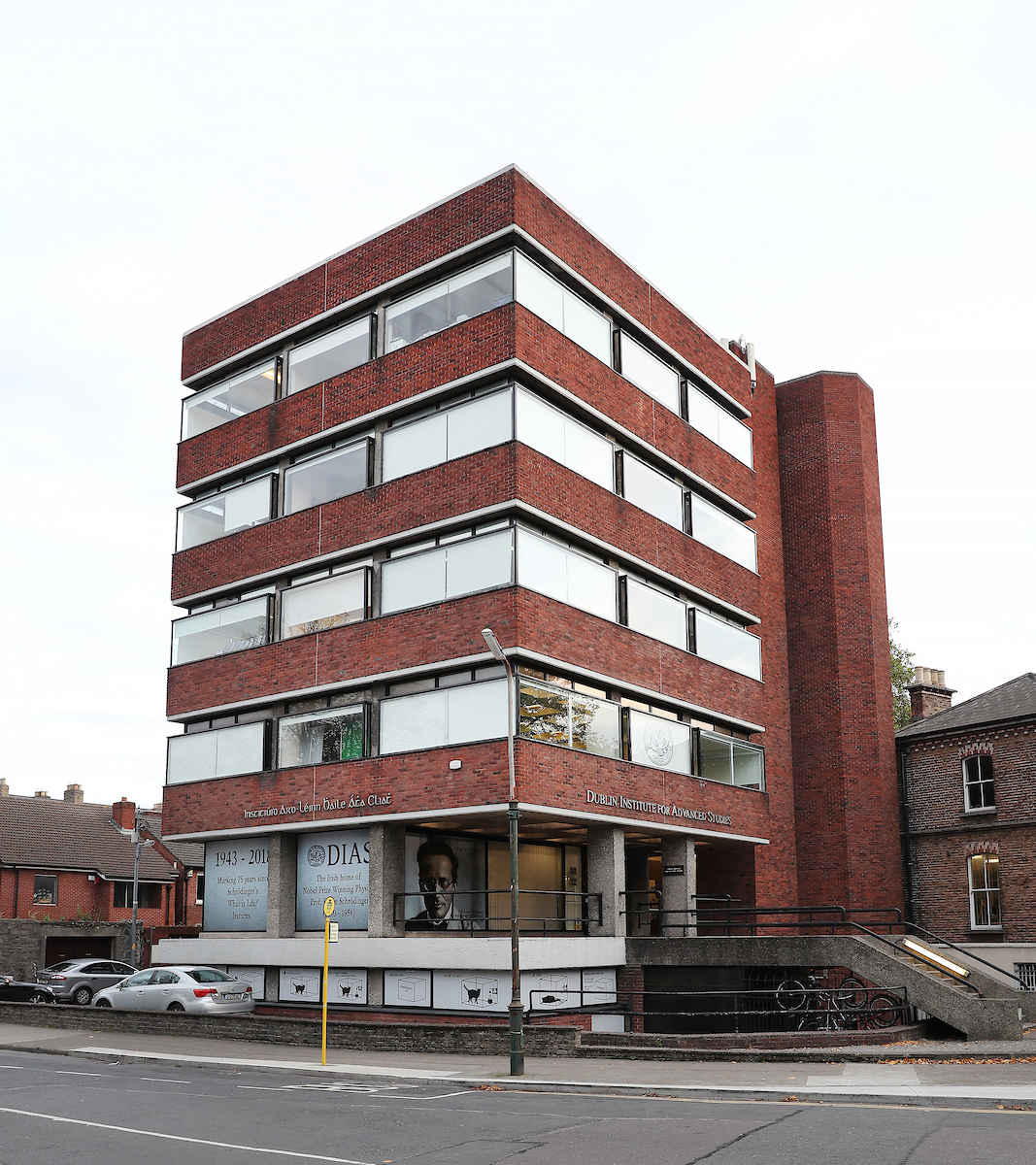
A Dublini Fejlett Tanulmányok Intézete (Dublin Institute of Advanced Studies), ahol Schrödinger és Dirac kutatásuknak egy részét végezték. Jelentős helyszíne volt a kvantummechanika fejlődésének

1926-ban Erwin Schrödinger de Broglie hipotézisére építve kidolgozta a kvantummechanikai hullám viselkedését leíró egyenletet. Ezt az alkotója után Schrödinger-egyenletnek nevezett matematikai modell központi szerepet kapott a kvantummechanikában. Segítségével meghatározhatjuk a kvantummechanikai rendszerek lehetséges stacionárius állapotait, és ugyanakkor leírja, hogy hogyan változik egy kvantumfizikai rendszer állapota az időben. Magát a hullámot egy hullámfüggvény néven ismert matematikai függvény írja le. Schrödinger azt mondta, hogy a hullámfüggvény biztosítja a "mérési eredmények valószínűségének előrejelzésének eszközét".
Schrödinger úgy tudta kiszámítani a hidrogén lehetséges energiaszintjét, hogy a számolásokban a hidrogénatom elektronját klasszikus hullámként kezelte, amely a proton által keltett elektromos potenciál terében mozog. Ez a számítás pontosan visszaadta a Bohr-modell energiaszintjeit. Viszont emellett sikeresen tudták alkalmazni más atomok pályáinak leírására, amelyekre vonatkozó Schrödinger-egyenlet megoldása ugyan nem ismert egzakt módon, de közelítő módszerek kifejlődésével jó eredményeket értek el.
1926 májusában Schrödinger bebizonyította, hogy a Heisenberg-féle mátrixmechanika és az általa kifejlesztett hullámmechanika ugyanazt jósolja az elektron tulajdonságairól és viselkedéséről; matematikailag a két elméletnek volt egy mögöttes közös formája. A két tudós azonban nem értett egyet kölcsönös elméletük értelmezésében. Heisenberg például elfogadta az elektronok atompályái közötti ugrásának elméleti előrejelzését, de Schrödinger abban reménykedett, hogy a folytonos hullámszerű tulajdonságokon alapuló elmélet elkerülheti azt, amit (Wilhelm Wien által parafrázisolva) "ezt a hülyeséget a kvantumugrásról" kifejezéssel illetett. Végül Heisenberg megközelítése győzött, és a kvantumugrások beigazolódtak.

### A kvantummechanika koppenhágai értelmezése

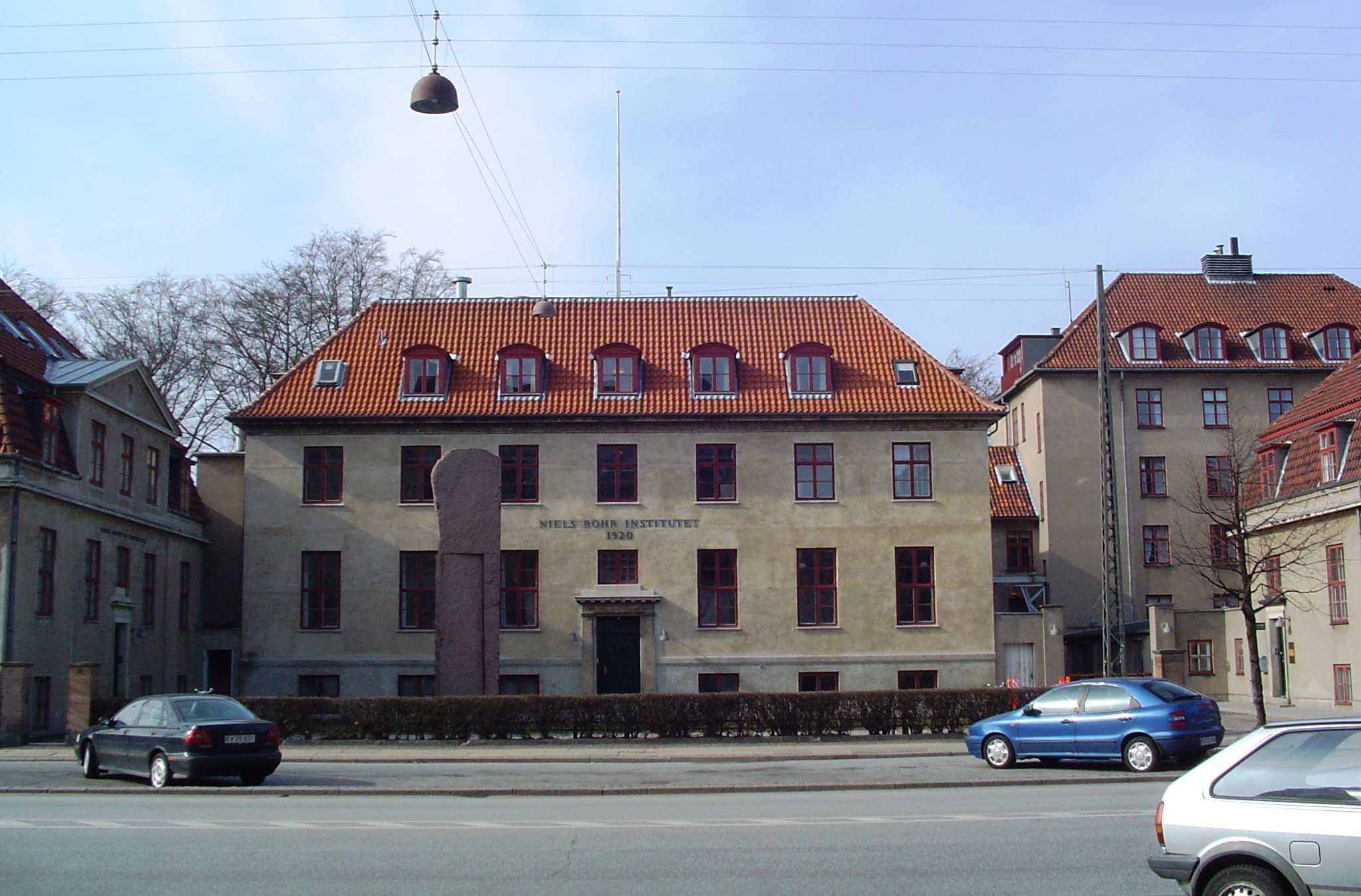
A koppenhágai Niels Bohr Intézet, amely az 1920-as és 1930-as években a kvantummechanika és a kapcsolódó témák kutatóinak központja volt. A világ legismertebb elméleti fizikusainak többsége itt töltötte idejét.

Bohr, Heisenberg és mások megpróbálták elmagyarázni, mit jelentenek valójában ezek a kísérleti eredmények és megfogalmazott matematikai modellek. A koppenhágai értelmezés kifejezést utólag alkalmazták nézeteikre, elhallgatva a köztük lévő jelentős különbségeket. Bár a koppenhágai értelmezésről nem létezik végleges kijelentés, a következő gondolatokat széles körben jellemzőnek tekintik rá.
1. Egy rendszer teljesen leírható a kvantumállapot segítségével (Heisenberg)
2. A kvantumállapot időbeli változását a hullámegyenlet adja meg, a Schrödinger-egyenlet hullámkarakterisztikát kölcsönöz a fénynek és az anyagnak.
3. Az atomi kölcsönhatások nem folytonosak. (Planck-féle kvantumhatás)
4. A természet leírása alapvetően valószínűségi tényezőkön alapszik. Egy esemény valószínűsége – például, amikor a kétrés-kísérletben az ernyőn egy részecske megjelenik – a hullámfüggvény amplitúdójának abszolút értékének négyzetével van összefüggésben. (Max Bornnak köszönhető Born-szabály, amely a koppenhágai értelmezésben fizikai jelentést ad a hullámfüggvénynek: a valószínűségi amplitúdó)
5. A rendszer inkompatibilis mennyiségpárjainak értékeit nem lehet egyszerre tetszőleges pontossággal mérni. (Heisenberg bizonytalansági elve)
6. Az anyag, akárcsak a fény, hullám-részecske kettősséget mutat. Egy kísérlet kimutathatja az anyag részecskeszerű tulajdonságait, vagy hullámszerű tulajdonságait; de mindkettőt egyszerre nem. (A komplementaritás elve Bohr miatt[60])
7. A mérőeszközök alapvetően klasszikus eszközök, és olyan klasszikus tulajdonságokat mérnek, mint a helyzet és az impulzus.
8. A nagy rendszerek kvantummechanikai leírásának meg kell közelítenie a klasszikus leírást (Bohr és Heisenberg korrespondenciaelve).

### Dirac, a speciális relativitáselmélet és a formális módszerek fejlődése
1927 körül Paul Dirac megpróbálta egyesíteni a kvantummechanikát a speciális relativitáselmélettel. Ezáltal írta fel az elektronra vonatkozó Dirac-egyenletet. A Dirac-egyenlet segítségével lehetséges egy elektron hullámfüggvényének relativisztikus leírása, amit Schrödingernek nem sikerült elérnie. Az egyenlet megkonstruálása arra késztette Diracot, hogy bevezesse a pozitron fogalmát, ezáltal megjósolva a létezését. Úttörő szerepet játszott az operátorelmélet használatában is, beleértve a nagy hatású braket-jelölést is, amint azt híres 1930-as tankönyvében leírta. Ugyanebben az időszakban Neumann János magyar polihisztor a szintén híres, 1932-es tankönyvében megfogalmazta a kvantummechanika szigorú matematikai alapját a Hilbert-terek lineáris operátorainak segítségével.

## Meghatározó kísérletek
- Thomas Young-féle kétrés-kísérlet, amely bemutatta a fény hullámtermészetét (1801 körül).
- Henri Becquerel felfedezte a radioaktivitást (1896).
- J. J. Thomson katódsugárcsöves kísérleteket végzett (felfedezte az elektront és annak negatív töltését) (1897).
- A feketetest-sugárzás tanulmányozása 1850 és 1900 között, amely a kvantumhipotézis nélkül nem magyarázható meg.
- A fotoelektromos hatás: Einstein ezt 1905-ben magyarázta a fotonok segítségével.
- Robert Millikan olajcseppkísérlete, amely kimutatta az elektromos töltés kvantáltságát (egész egységenként fordul elő) (1909).
- Ernest Rutherford aranyfóliás kísérlete megcáfolta a Thomson-féle atommodellt, amely azt sugallta, hogy az atom tömege és pozitív töltése szinte egyenletesen oszlik el. Ez vezetett a Rutherford-féle bolygómodellhez (1911).
- James Franck és Gustav Hertz elektronütközési kísérlete azt mutatta, hogy a higanyatomok energiaelnyelése kvantált (1914).
- Einstein és de Haas kísérletben igazolta az elektron perdülete és az atom mágneses momentuma közötti kapcsolatot (1915).
- Otto Stern és Walther Gerlach elvégezte a Stern–Gerlach-kísérletet, amely bemutatta a részecske spinjének kvantált természetét (1920).
- Arthur Compton szóráskísérlete (1923).
- Clinton Davisson és Lester Germer elektrondiffrakciós kísérletben mutatták be az elektron hullámtermészetét[61] (1927).
- Carl David Anderson a pozitron felfedezésével (1932) igazolta Paul Dirac elméleti előrejelzését a részecskéről (1928).
- A Lamb–Retherford-kísérlet felfedezte a Lamb-eltolódást (1947), ami a kvantumelektrodinamika kifejlesztéséhez vezetett.
- Clyde L. Cowan és Frederick Reines megerősítették a neutrínó létezését a neutrínókísérletben (1955).
- Clauss Jönsson kétrés-kísérlete elektronokkal (1961).
- A kvantum Hall-effektus, amelyet Klaus von Klitzing fedezett fel 1980-ban. A Hall-effektus kvantált változata lehetővé tette az elektromos ellenállás új gyakorlati szabványának meghatározását és a finomszerkezeti állandó rendkívül pontos független meghatározását.
- A kvantum-összefonódás kísérleti igazolása John Clauser és Stuart Freedman által (1972).
- Paul Kwiat, Harold Wienfurter, Thomas Herzog, Anton Zeilinger és Mark Kasevich által végzett Mach–Zehnder interferométeres kísérlet, az Elitzur–Vaidman-bombatesztelő kísérleti ellenőrzése bizonyítja, hogy lehetséges interakciómentes mérés (1994).

## Fordítás
Ez a szócikk részben vagy egészben  a   History of quantum mechanics című angol Wikipédia-szócikk ezen változatának fordításán alapul.  Az eredeti cikk szerkesztőit annak laptörténete sorolja fel. Ez a jelzés csupán a megfogalmazás eredetét és a szerzői jogokat jelzi, nem szolgál a cikkben szereplő információk forrásmegjelöléseként.

## További irodalom
- Bacciagaluppi, Guido & Valentini, Antony (2009), Quantum theory at the crossroads: reconsidering the 1927 Solvay conference, Cambridge, UK: Cambridge University Press, pp. 9184, ISBN 978-0-521-81421-8, OCLC 227191829
- Bernstein, Jeremy (2009), Quantum Leaps, Cambridge, Massachusetts: Belknap Press of Harvard University Press, ISBN 978-0-674-03541-6
- Greenberger, Daniel, Hentschel, Klaus, Weinert, Friedel (Eds.) Compendium of Quantum Physics. Concepts, Experiments, History and Philosophy, New York: Springer, 2009. ISBN 978-3-540-70626-7
- Jammer, Max (1966), The conceptual development of quantum mechanics, New York: McGraw-Hill, OCLC 534562
- Jammer, Max (1974), The philosophy of quantum mechanics: The interpretations of quantum mechanics in historical perspective, New York: Wiley, ISBN 0-471-43958-4, OCLC 969760
- A. Whitaker. The New Quantum Age: From Bell's Theorem to Quantum Computation and Teleportation, Oxford University Press, 2011, ISBN 978-0-19-958913-5
- Stephen Hawking. The Dreams that Stuff is Made of, Running Press, 2011, ISBN 978-0-76-243434-3
- A. Douglas Stone. Einstein and the Quantum, the Quest of the Valiant Swabian, Princeton University Press, 2006.